# Вовківка (Берестинський район)
Вовкі́вка — село в Україні, у Берестинському районі Харківської області. Населення становить 943 осіб. Орган місцевого самоврядування— Вовківська сільська рада.
Після ліквідації Кегичівського району 19 липня 2020 року село увійшло до Красноградського (Берестинського) району.

## Географія
Село Вовківка знаходиться на лівому березі річки Можарка, вище за течією на відстані 4 км розташоване село Мажарка, на протилежному березі розташоване село Серго. Річка в цьому місці пересихає. Через село протікає пересихаючий струмок з загатами.

## Історія
- 1762 — дата заснування. В 60-х рр. ХІХ ст. хутір Вовчий належав купчисі Марії Василівні Волковіцькій (від прізвища якої походить назва населеного пункту), територіально входив до Полтавської губернії Костянтиноградського повіту Дар-Надеждинської волості. За Всесоюзним переписом 1926 року — Вовкові хутори, Сахновщинського району, Мажарської сільради. Кількість господарств ;— 182, у тому числі неселянських — 4. Населення — 452 ж., 494 ч. Разом — 946 ч.

## Населення
Згідно з переписом УРСР 1989 року чисельність наявного населення села становила 758 осіб, з яких 354 чоловіки та 404 жінки.
За переписом населення України 2001 року в селі мешкало 939 осіб.

### Мова
Розподіл населення за рідною мовою за даними перепису 2001 року:
| Мова       | Відсоток |
| ---------- | -------- |
| українська | 76,46 %  |
| російська  | 7,21 %   |
| інші       | 16,33 %  |

## Економіка
- Молочно-товарна ферма.
- ТОВ «Надія», зерно, молоко.

## Об'єкти соціальної сфери
- Школа

## Релігія
- Мечеть «Ас-Салям» (Духовне управління мусульман України)